# Сумаре (город)
Сумаре (порт. Sumaré)  —  муниципалитет в Бразилии, входит в штат Сан-Паулу. Составная часть мезорегиона Кампинас. Находится в составе крупной городской агломерации Агломерация Кампинас. Входит в экономико-статистический  микрорегион Кампинас. Население составляет 294 128 человек на 2023 год. Занимает площадь 153 465 км². Плотность населения —  1916,6 чел./км².

## История
Город основан 26 июля 1868 года.

## Статистика
- Валовой внутренний продукт на 2005 составляет 4.832.404 mil реалов (данные: Бразильский институт географии и статистики).
- Валовой внутренний продукт на душу населения на 2003 составляет 20.863,00 реалов (данные: Бразильский институт географии и статистики).
- Индекс развития человеческого потенциала на 2000 составляет 0,800 (данные: Программа развития ООН).

## География
Климат местности: субтропический. В соответствии с классификацией Кёппена, климат относится к категории Cfa.